# Palo Alto Networks
Palo Alto Networks, Inc. — американская компания, оказывающая услуги в области информационной безопасности. Головной офис компании расположен в Санта-Кларе, Калифорния. Palo Alto Networks занимается разработкой межсетевых экранов и облачных решений. В числе клиентов — более 70 тысяч организаций в 150 странах мира, включая 85 компаний из списка Fortune 100.
Palo Alto Networks была основана в 2005 году Ниром Цуком, бывшим инженером компании Check Point.
Поглощения компании включают Morta Security
и Cyvera
в 2014 году, CirroSecure
в 2015 году, LightCyber
в 2017 году, Evident.io,
Secdo
и RedLock в 2018 году,
Demisto,
Twistlock и
PureSec
в 2019 году.